# Internetworld.de Open
Het Internetworld.de Open is een golftoernooi van de EPD Tour.
De eerste editie was in 2011 op de Golfanlage Gut Thailing dat ongeveer 35 km van de Duitse stad München ligt. Daniel Wünsche  behaalde hier zijn derde overwinning op de EPD Tour. Het prijzengeld was € 30.000, waarvan € 5.000 voor de winnaar.

## Winnaars
- 2011: Daniel Wünsche
- 2012: 20-22 augustus